# Iraqi Odyssey
Iraqi Odyssey (no Brasil, Odisseia Iraquiana) é um documentário suíço de 2014, dirigido por Samir.
O documentário foi escolhido para representar a Suíça na competição de Oscar de melhor filme estrangeiro da edição de 2016.